# Memorias encontradas en una bañera
Memorias encontradas en una bañera (Pamiętnik znaleziony w wannie) es una novela de ciencia ficción de Stanisław Lem publicada en 1961 por Wydawnictwo Literackie (Editores literarios), de Cracovia. Fue editada en español por primera vez en 1979 gracias a la Editorial Bruguera y al trabajo de la traductora Jadwiga Maurizio. 
Como ocurre con otras novelas de Lem, Memorias encontradas en una bañera recuerda en el planteamiento a algunos de sus cuentos: en este caso, en concreto a la Leyenda del rey Murdano (Bajka o królu Murdasie), de la colección Fábulas de robots, publicada en 1964.

## Trama

### El prólogo
En un futuro lejano, los estudiosos de la historia de la humanidad cuentan con datos que consideran suficientes para el entendimiento de las civilizaciones más antiguas: pirámides, templos y otros restos en los que han hallado inscripciones en piedra, en arcilla y en otros materiales resistentes. Pero carecen de datos suficientes de nuestra época, ya que en ella casi todo se consignaba en papel y dependía de él en mayor o menor medida, y ocurrió que un catalizador de estructura subatómica, producto de una evolución anabiótica y traído involuntariamente con muestras de la tercera luna de Urano, causó la destrucción de casi todo ese tejido vegetal. En papel, sólo cuentan los investigadores con unas anotaciones que han encontrado en una fortaleza subterránea. 
En esa fortaleza es donde se desarrolla la acción principal de la novela, relatada mediante esas mismas notas.

### La historia
La historia principal, contada en primera persona, se desarrolla en un futuro distante unos 5.000 años de los tiempos actuales, y trata de la enfermiza burocracia de una organización militar encerrada en un complejo subterráneo sin contacto con el mundo exterior: el Nuevo Pentágono, enterrado en algún lugar de las Montañas Rocosas. 
En este delirante remolino kafkiano, en el que la lógica no tiene validez práctica, el protagonista tiene la misión misteriosa y nunca aclarada por completo que fue dictada de esta manera: «Su misión: investigar en el lugar, averiguar, buscar, eventualmente provocar, denunciar. Punto. El día N, a la hora enésima, en el enésimo sector de la región enésima será usted enesimado de la cubierta de la unidad N. Punto. El grupo de emolumentos criptónimo Nene, dietas planetarias con suplemento de oxígeno, liquidación de cuentas esporádica según la importancia de las denuncias. Informar al día. Contacto en-lu-ménico, protector de formato Lyra PiP, si cae en la acción, distinción póstuma con la Condecoración de Grado Secreto, honores militares, retreta, lápida conmemorativa, inscripción laudatoria en las actas...»
El narrador de la historia vive en un mundo distópico en el que nada es lo que parece, los acontecimientos parecen regidos por el caos y cada cual sospecha de su vecino. Para no perder la razón, este hombre empieza a escribir un diario que luego sólo podrá atender durante unos días. El diario será encontrado miles de años después y será llamado por los historiadores Crónicas del hombre del Neogeno o Memorias encontradas en una bañera.

## Acogida
El escritor de ciencia ficción y de terror Theodore Sturgeon consideraba Memorias encontradas en una bañera como «una pesadilla muy bien forjada» («"A well-wrought nightmare indeed»).